# Nataša Barbara Gračner
Nataša Barbara Gračner (Ljubljana, 1 de març de 1969) és una actriu eslovena.
Ella és l’actriu principal del Teatre Dramàtic Nacional de Ljubljana. Hi va dirigir el monograma Jamski človek, que es va representar 743 vegades.

## Teatre
El 1991, va completar els seus estudis de teatre a l'Acadèmia de Teatre, Ràdio, Cinema i Televisió de Ljubljana.
Després de graduar-se, va tenir la fortuna de poder escollir entre les ofertes de diverses cases de teatre. Va triar el Teatre de la Joventot d’Eslovènia perquè hi va ser convidada pel director Eduard Miler, que amb la seva actuació al Teatre Glej la va convertir en una futura actriu. El 1998, després de set anys es va convertir en membre del Teatre Dramàtic Nacional Eslovè de Ljubljana.
És professora associada en l'àmbit de la dramatúrgia i les paraules artístiques a l'Acadèmia de Teatre, Ràdio, Cinema i Televisió de Ljubljana.

## Vida privada
Té un fill amb el seu exmarit Branko Šturbej.

## Filmografia

### Cinema
- Ivan (2017): treballadora social
- Všečkana (2015, curt): Mare d’Anja
- Razredni sovražnik (2013): directora Zdenka
- Zapelji me (2014): Mare de Luka
- Osebna prtljaga (2009): Mojca
- Ljubljana je ljubljena (2005): Anita
- Delo osvobaja (2004): Vera
- Blues za Saro (1998): Sara
- Triptih Agate Schwarzkobler (1997, TV): Agata
- Gala (1997, TV): Eva
- Carmen (1996): Carmen
- Rabljeva freska (1995): Eva

### Televisió
- Jezero (2019)

## Premis i reconeixments

### Teatre
- 2019 Premi Borštnik - Emmi, Ali: strah ti pojé dušo
- 2016 Premi Župančičde la ciutat de Ljubljana per les millors creacions dels darrers dos anys - Madame Clawdia Chauchat, Čarobna gora; Duša, Jugoslavija, moja dežela; Madeleine, V republiki sreče[9]
- 2013 Premi Borštnik - Mati, Mati
- 2012 Premi Borštnik - Baronica Castelli-Glembay, Gospoda Glembajevi
- 2012 Severjeva nagrada - Jelena Nikolajevna Krivcova, Malomeščani in Baronica Castelli-Glembay, Gospoda Glembajevi
- 2006 Premi Fundació Prešeren - Katerina Ivanovna Verhovceva, Brati Karamazovi in Nuria, En španski komad
- 2003 Premi Borštnik - Helene, Pred sončnim vzhodom
- 2001 Premi Borštnik - Mlada ženska, Noži v kurah
- 2000 Premi Borštnik - Nastasja Filipovna, Idiot. 13 skic iz romana
- 1993 Premi Borštnik - Susn 1, Susn SMG
- 1991 Premi Borštnik a l’actriu revelació - Lucinda, Življenje podeželskih plejbojev AGRFT

### Cinema
- 2013 Festival del Cinema Eslovè a l’actriu secundària - Zdenka, Razredni sovražnik (2013), 16. Festival slovenskega filma, Portorož
- 1996 XVII edició de la Mostra de València: Menció a la millor interpretació femenina per Carmen de Metod Pevec.[10]